# 彭萨科拉级重巡洋舰
彭薩科拉級巡洋艦是美國海軍在最早裝備的條約型巡洋艦，它依照華盛頓海軍條約規定的上限規格（標準排水量不超過一萬長噸，主炮口徑不超過8英吋）建造。

## 設計
華盛頓海軍條約簽訂後，美國開始考慮要建造怎麼樣的巡洋艦來符合本身需要。當時英國皇家海軍的霍金斯級巡洋艦安裝了7.5英吋砲，對同屬海上強權的美國海軍和日本海軍帶來壓力，美國決定建造到條約規定的上限以確保足以對抗它。
因為缺乏建造全砲塔型巡洋艦的經驗，加上條約限制很嚴，因此本級艦為了降低重量，艦體採用電焊工藝建造，並且犧牲裝甲防禦（裝甲厚度在2.5英吋到4英吋不等）。本級艦的裝甲防禦水平薄弱，僅能勉強防禦6英吋口徑砲，對於8英吋口徑砲則無能為力了，特別是裝甲核心區域（輪機艙、彈藥庫部分），相比同時代同樣口徑主砲的巡洋艦來說顯得過於脆弱。設計時仍是小艦橋上架設三角桅，於其上設觀測所，所以重心過高，搖晃嚴重，因此之後在1930年代中進行了改善工程，以減低船體航行時的搖晃程度。
另外本級原本計劃搭載三聯裝砲塔四座，但設計時發現無法容納，於是將第一和第四砲塔改為雙聯裝，最終只有10門主炮，成為此艦特徵，也是美國海軍同期中除了內華達級戰艦以外另一級擁有不同尺寸的主砲砲塔的作戰艦艇。每座砲塔內的主砲都共用一座主砲抬升機，因此每座砲塔內的主砲不能各自獨立升降。除此以外，因為二號和三號砲塔分別比一號、四號砲塔的位置要高，由於呈背負式佈局，因此一號和二號砲塔可以同時向船首方向開火，同樣三號和四號砲塔也可以同時向船尾方向開火，也可四座砲塔在射界範圍內同時向同一方向齊射，但是這樣做會使得原本重心過高的船體變得更加不穩定。
雖然本級不能說是設計良好的船隻，但建造獲得的寶貴經驗讓日後的重巡得以改良缺失。本級建造兩艘後，經過修改缺陷以及改良設計，成為下一級北安普頓級重巡洋艦。
事實上，本級艦剛服役時，是屬輕裝甲巡洋艦類（相當於後來的輕巡洋艦）。但是1930年美國又簽訂了倫敦海軍條約，條約規定主砲口徑超過155毫米（6.1英吋）的巡洋艦列入重巡洋艦，由於本級巡洋艦搭載了8英吋（約203公厘）主砲，因此本級也改歸類為重巡洋艦，儘管裝甲只相當於同期的輕巡洋艦級別。

## 武裝及性能
本級有10門8英吋（203公厘）55倍徑Mk 9主砲，是二戰美國砲數最多的重巡洋艦，可以將120公斤的砲彈以850m/s的初速射出，在41度仰角時最大距離可達29,130公尺。然而重心過高造成穩定性不足以及凌波性較差使彈著散射界寬，影響了實際的績效。戰時改裝Mk 14型主砲，性能相當但壽命提高。
早期在左右兩舷各安裝一座三聯裝533mm魚雷發射管作為近距離武器，但1940年左右拆除。
主要副砲是5吋25倍徑高射砲，初期安裝4座四聯裝1.1吋防空機砲，但其表現不佳，後來改裝波佛斯40公釐高射砲以及奧利岡20公釐機砲。

## 同級艦
| 艦名       | 舷號  | 建造地         | 架設           | 下水          | 服役           | 退役          | 圖像 |
| ---------- | ----- | -------------- | -------------- | ------------- | -------------- | ------------- | ---- |
| 彭薩科拉號 | CA-24 | 紐約海軍造船廠 | 1926年10月27日 | 1929年4月25日 | 1930年2月6日   | 1946年8月26日 |      |
| 鹽湖城號   | CA-25 | 紐約造船廠     | 1927年6月9日   | 1929年1月23日 | 1929年12月11日 | 1947年8月29日 |      |

## 流行文化
電腦遊戲《戰艦世界》中的彭薩克拉（PENSACOLA）級巡洋艦即以此級艦船為原型。